# Campo Marzio (rione de Roma)
Campo Marzio es un rione de la ciudad de Roma, identificado como R. IV. Forma parte del Municipio Roma I de Roma Capitale.
Su nombre proviene del Campo de Marte de la antigua Roma.